# Chrysochroa (Xanthodema)
Chrysochroa (Xanthodema) – podrodzaj chrząszczy z rodziny bogatkowatych, podrodziny Chrysochroinae, plemienia Chrysochroini i rodzaju Chrysochroa.

## Taksonomia
Podrodzaj wyróżniony został w 2009 roku przez Romana Hołyńskiego. Jego gatunkiem typowym jest Chrysochroa castelnaudi.

## Występowanie
Gatunki z tego podrodzaju występują w krainie orientalnej. 

## Systematyka
Opisano dotąd 3 gatunki z tego podrodzaju:
- Chrysochroa (Xanthodema) castelnaudii Deyrolle, 1862
- Chrysochroa (Xanthodema) coelicolor Obenberger, 1942
- Chrysochroa (Xanthodema) sarasinorum Flach, 1887